# Stati Uniti d'America ai VII Giochi olimpici invernali
Gli Stati Uniti d'America parteciparono ai VII Giochi olimpici invernali, svoltisi a Cortina d'Ampezzo, Italia, dal 26 gennaio al 5 febbraio 1956, con una delegazione di 67 atleti impegnati in otto discipline.

## Medagliere

### Per discipline
| Sport                 | Oro | Argento | Bronzo | Totale |
| --------------------- | --- | ------- | ------ | ------ |
| Pattinaggio di figura | 2   | 2       | 1      | 5      |
| Hockey su ghiaccio    | 0   | 1       | 0      | 1      |
| Bob                   | 0   | 0       | 1      | 1      |
| Totale                | 2   | 3       | 2      | 7      |

### Medaglie
| Medaglia | Atleta | Sport                 | Evento                          |
| -------- | --- | --------------------- | ------------------------------- |
| Oro      | Hayes Jenkins | Pattinaggio di figura | Pattinaggio di figura maschile  |
| Oro      | Tenley Albright | Pattinaggio di figura | Pattinaggio di figura femminile |
| Argento  | Willard Ikola Don Rigazio Dick Rodenheiser Dan McKinnon Ed Sampson Johnny Matchefts Dick Meredith Dick Dougherty Ken Purpur John Mayasich Bill Cleary Wellington Burtnett Wendell Anderson Gene Campbell Gordy Christian Weldy Olson John Petroske | Hockey su ghiaccio    | Torneo                          |
| Argento  | Ronnie Robertson | Pattinaggio di figura | Pattinaggio di figura maschile  |
| Argento  | Carol Heiss | Pattinaggio di figura | Pattinaggio di figura femminile |
| Bronzo   | Art Tyler William L. Dodge Thomas Butler James Ernest Lamy | Bob                   | Bob a quattro maschile          |
| Bronzo   | David Jenkins | Pattinaggio di figura | Pattinaggio di figura maschile  |